# Храм Бадринатха
Храм Бадрина́тха или Храм Бадринара́яны — индуистский храм в городе Бадринатх в индийском штате Уттаракханд. Храм посвящён Вишну и является одним из наиболее священных индуистских храмов. Бадринатх — одно из четырёх индуистских мест паломничества Чар-дхама и Чота-чар-дхама. Храм Бадринатха —это также один из 108 вайшнавских мест паломничества Дивьядешам. Из-за суровых погодных условий в Гималаях, храм ежегодно открыт только с конца апреля по начало ноября.
В храме поклоняются нескольким божествам. Основным из них является однометровое мурти Вишну, сделанное из чёрного шалаграма и называемое «Бадринараян». Многие индуисты считают это мурти одним из восьми сваям-вьякта-кшетр, или самопроявленных нерукотворных мурти Вишну. Мурти изображает Вишну сидящим в медитирующей позе, а не в более распространённой полулежачей позиции. Каждый год в ноябре, когда завершается сезон и все жители покидают Бадринатх, божество переносится в Джьотирматх.
Высота храма составляет 15 метров. Его венчает покрытый золотым листом купол. Фасад построен из камня, с аркообразными окнами. Широкая лестница ведёт к воротам, которые являются основным входом в храм. Архитектура храма напоминает буддийские вихары. Фасад храма также в буддийском стиле раскрашен яркими красками. Стены и колонны мандапы украшены изысканной резьбой.
В основном святилище находится божество Бадринараяны, которое стоит на золотом постаменте под деревом бадри. В харме также установлены ещё 15 мурти, которым также поклоняются верующие. Среди них есть божества Нара-Нараяны, Нарасимхи, Лакшми, Нарады, Ганеши, Уддхавы, Куверы, Гаруды и Навадурги. Наиболее типичными подношениями божествам являются сладости, сухие фрукты и листья туласи.
Рядом с храмом расположен горячий источник Тапта-кунда, в котором, как правило, паломники принимают омовение перед тем, как получить даршан в храме. Температура воды в кунде круглых год держится около 45 °C.
Хотя храм Бадринатха расположен на крайнем севере Индии, его главные жрецы происходят из рода керальских брахманов намбудири. Традиция эта была начата Шанкарой, который сам был родом из Кералы. Намбудири являются самыми ортодоксальными из всех брахманических родов Индии.
Бадринатх впервые упоминается в ведийских писаниях. Существует несколько легенд объясняющих, почему в этом храме Вишну изображён в сидячей, а не в полулежачей позе. Согласно одной из них, однажды святой мудрец отругал Вишну, увидев, как его супруга Лакшми массажировала его стопы. После этого, Вишну удалился в Бадринатх, где долгое время совершал аскезы, сидя в медитативой позе. Согласно другой легенде, в Бадринатхе совершали тапасью Шива и Парвати. Однажды, Вишну явился перед ними в образе плачущего мальчика. Когда Парвати спросила его, почему он плакал, мальчик ответил, что ему очень хотелось бы медитировать в Бадринатхе. Шива и Парвати, догадавшись, что это был сам Нараяна, оставили Бадринатх и продолжили медитировать в Кедарнатхе.
В «Бхагавата-пуране» говорится: «Там, в Бадарикашраме, Верховный Господь, воплотившийся в образе мудрецов Нары и Нараяны, с незапамятных времён совершает великие аскезы на благо всех дорогих Его сердцу живых существ». В «Сканда-пуране» утверждается, что «Существует много священных мест на небесах, на земле и в аду; но ни одно из них не может сравнится с Бадринатхом». В «Падма-пуране» говорится, что Бадринатх и округа «полны духовными сокровищами».